# からくりどーる
からくりどーる（1962年〈昭和37年〉3月21日 - ）は、日本のマジシャン、マジッククリエイター。本名、守屋 一朗（もりや いちろう）。埼玉県生まれ。『からくりどーるWORLDMAGIC』所属。以前は『サンテックエンターテインメント』所属。

## 芸風・人物紹介
- 身長165cm、体重102kg[1]、血液型O型。

からくり"ドール"と表記されることもあるが、正式な芸名は全て平仮名で"からくりどーる"である。
6歳の頃に買ってもらった天地のマジックグッズに影響を受けマジックを始める。
高校時代は文化祭で鳩出しマジックを披露（その時に通っていたマリックプロモーションでMr.マリック氏より鳩を借りて演技）
明星大学英語英文学科卒業。
中学校教諭第一種、高校教諭第二種免許所持。
大学卒業後、マニアとしてコンベンションに参加しながらも14年間に渡り証券会社に勤務。
サラリーマン時代の1995年に素人でありながら厚川昌男賞を受賞し、その後プロマジシャンとしてデビュー。
- 「デブでぇ〜す」「インチキでぇ〜す」など、間延びしたオネエのような口調で語りかけては奇声を上げる「日本一うざいマジシャン」という触れ込みで人気を博す。
- ユニークなキャラとは裏腹にマジックの腕は確かで、マジッククリエイターとしても活躍しておりマジックの直木賞といわれる「厚川昌男賞」を受賞している（多くのオリジナルマジックを開発）。
- エンターテイメント集団「からくりどーるWORLD MAGIC」の団長として、テレビや全国のイベントでも活動している。
- 一座メンバーには見事亘・ノーブ・ハッセル・アベ・ぬんた・Yukki（ゆっきー）・ドリームハート・シエル・中西里菜・マッハ金太郎・飲茶姉妹（Yoshiki＆テンテン）・ChaLa・たくま・キヨスケなどがいる。

## TV・ラジオ出演
- 内村プロデュース ゴールデンスペシャル「お笑い軍団大集合スペシャル」（2004年4月7日、テレビ朝日）麻布坂天王として出演
- 爆笑おすピー問題! マジック統一王座決定戦SP（2004年9月29日、フジテレビ）
- 特注!オーダーメイドマジック・あの有名人を驚かせろ! （2004年12月28日、テレビ朝日）
- サルヂエ（2006年、中京テレビ・日本テレビ）「マジックヂエ」というコーナーにマジックモンキーとして出演
- 笑っていいとも!（2010年1月18日等、フジテレビ）巨漢すぎるマジシャンとして出演
- 笑っていいとも!増刊号（2010年1月31日等、フジテレビ）巨漢すぎるマジシャンとして出演
- おしゃれイズム （2011年4月10日、日本テレビ）
- はなまるマーケット （2011年4月18日、TBS）
- ちょこっといいこと〜岡村ほんこんしあわせプロジェクト〜 （2011年5月13日、テレビ東京）
- ちょこっといいこと〜岡村ほんこんしあわせプロジェクト〜 （2011年5月13日、テレビ東京）
- ちょこっといいこと〜岡村ほんこんしあわせプロジェクト〜 （2011年6月3日、テレビ東京）
- ちょこっといいこと〜岡村ほんこんしあわせプロジェクト〜 （2011年6月10日、テレビ東京）
- トリハダ（秘）スクープ映像100科ジテン（2011年7月5日、テレビ朝日）
- トリハダ（秘）スクープ映像100科ジテン（2011年7月12日、テレビ朝日）
- トリハダ（秘）スクープ映像100科ジテン（2011年7月19日、テレビ朝日）
- メレンゲの気持ち（2011年7月23日、日本テレビ）
- トリハダ（秘）スクープ映像100科ジテン（2011年8月16日、テレビ朝日）
- トリハダ（秘）スクープ映像100科ジテン（2011年8月23日、テレビ朝日）
- トリハダ（秘）スクープ映像100科ジテン（2011年8月30日、テレビ朝日）
- トリハダ（秘）スクープ映像100科ジテン（2011年9月13日、テレビ朝日）
- トリハダ（秘）スクープ映像100科ジテン（2011年9月20日、テレビ朝日）
- 北野演芸館 〜たけしが本気で選んだ芸人大集結SP〜（2011年9月28日、TBS）
- 志村けんのバカ殿様 がんばろう日本!! スペシャル（2011年10月6日、フジテレビ）
- ちょこっといいこと〜岡村ほんこんしあわせプロジェクト〜 （2011年10月7日、テレビ東京）
- トリハダ（秘）スクープ映像100科ジテン （2011年10月18日、テレビ朝日）
- トリハダ（秘）スクープ映像100科ジテン （2011年10月25日、テレビ朝日）
- トリハダ（秘）スクープ映像100科ジテン （2011年11月1日、テレビ朝日）
- トリハダ（秘）スクープ映像100科ジテン（2011年11月8日、テレビ朝日）
- トリハダ（秘）スクープ映像100科ジテン （2011年11月15日、テレビ朝日）
- トリハダ（秘）スクープ映像100科ジテン（2011年11月22日、テレビ朝日）
- トリハダ（秘）スクープ映像100科ジテン（2011年12月6日、テレビ朝日）
- トリハダ（秘）スクープ映像100科ジテン （2011年12月13日、テレビ朝日）
- トリハダ（秘）スクープ映像100科ジテンと城島茂の週末ナビ・ココイコ!合体SP（2012年1月1日、テレビ朝日）
- 新春桧舞台〜珠玉の芸競演〜 （2012年1月2日、Eテレ）
- 美川・はるな愛の新春SPおせちにあきたら下町鍋奉行! （2012年1月2日、フジテレビ）
- 見破れ!!トリックハンター 第2回（2012年1月27日、日本テレビ）暴露スル造として出演
- 笑っていいとも! （2012年3月27日、フジテレビ）
- もう一度見たいのは誰だ! 世界の魔術! 幻術! 奇術! 超マジシャンズリーグ（2012年3月31日、8月18日、テレビ朝日）
- 教科書にのせたい! （2012年5月15日、TBS）
- 北野演芸館3 〜たけしが本気で選んだ芸人大集結SP〜（2012年7月8日、TBS）
- ポケモンスマッシュ！ （2012年8月12日、テレビ東京）
- サキよみジャンBANG! （2012年8月31日、テレビ東京）
- PON! （2012年9月17日、日本テレビ）
- 見破れ!トリックハンター3 スペシャルオープニング （2012年9月17日、日本テレビ）
- 見破れ!トリックハンター3 （2012年9月17日、日本テレビ）
- 開運!マジックツアー （2012年10月28日、テレビ東京）
- どっキング48（2012年10月16日、関西テレビ）
- 美川・はるな愛の秋の信州・安曇野・城下町食べまくり旅 （2012年11月23日、フジテレビ）
- 志村劇場 （2012年12月13日、フジテレビ）
- 見破れ!トリックハンター （2012年12月17日、日本テレビ）
- 金曜スーパープライム （2012年12月27日、日本テレビ）
- 明日夜7時はトリックハンター!世界の超能力・マジック・完全犯罪…禁断のネタばらし （2013年3月31日、日本テレビ）
- ヒルナンデス! （2013年4月1日、日本テレビ）
- 見破れ!トリックハンター （2012年4月1日、日本テレビ）
- 志村劇場 （2013年3月28日、フジテレビ）
- スポーツ酒場 語り亭(NHK BS1、2013年10月19日等)
- スポーツ酒場　語り亭 （2014年1月11日、NHK総合）
- 水トク! （2014年3月12日、TBS）
- スポーツ酒場　語り亭 （2014年5月2日、NHK総合）
- スポーツ酒場　語り亭 （2014年6月21日、NHK総合）
- スポーツ酒場　語り亭 （2014年9月7日、NHK総合）
- スポーツ酒場　語り亭 （2014年12月7日、NHK総合）
- 真実解明バラエティー!トリックハンター （2015年3月4日、日本テレビ）
- 『ぷっ』すま （2015年3月21日、テレビ朝日）
- 失敗してもそのまま放送!芸能人マジックSHOW （2015年3月29日、BSジャパン）
- 真実解明バラエティー!トリックハンター （2015年8月19日、日本テレビ）
- 真実解明バラエティー!トリックハンター超豪華!夏の大トリック祭りSP （2015年8月26日、日本テレビ）
- 目指せ甲子園!つかたこレインボーロード （2015年9月30日、関西テレビ）
- 聞きにくいことを聞く （2015年12月2日、テレビ朝日）
- うわっ!ダマされた大賞〜2015年末4時間SP〜 （2015年12月27日、日本テレビ）
- キスマイ魔ジック （2016年4月6日、テレビ朝日）
- 未知の世界に飛び込め　THE体感 （2016年10月7日、TBS）
- お笑い演芸館 （2017年7月8日、BS朝日）
- Abema TV 7.2（2019年4月7日）
- 天才てれびくんYOU 「君もあした学校でできる⁉︎マジック入門」（2020年2月17日、Eテレ）

他、多数